# Medio formato
     Piccolo formato
     Medio formato
     Grande formato

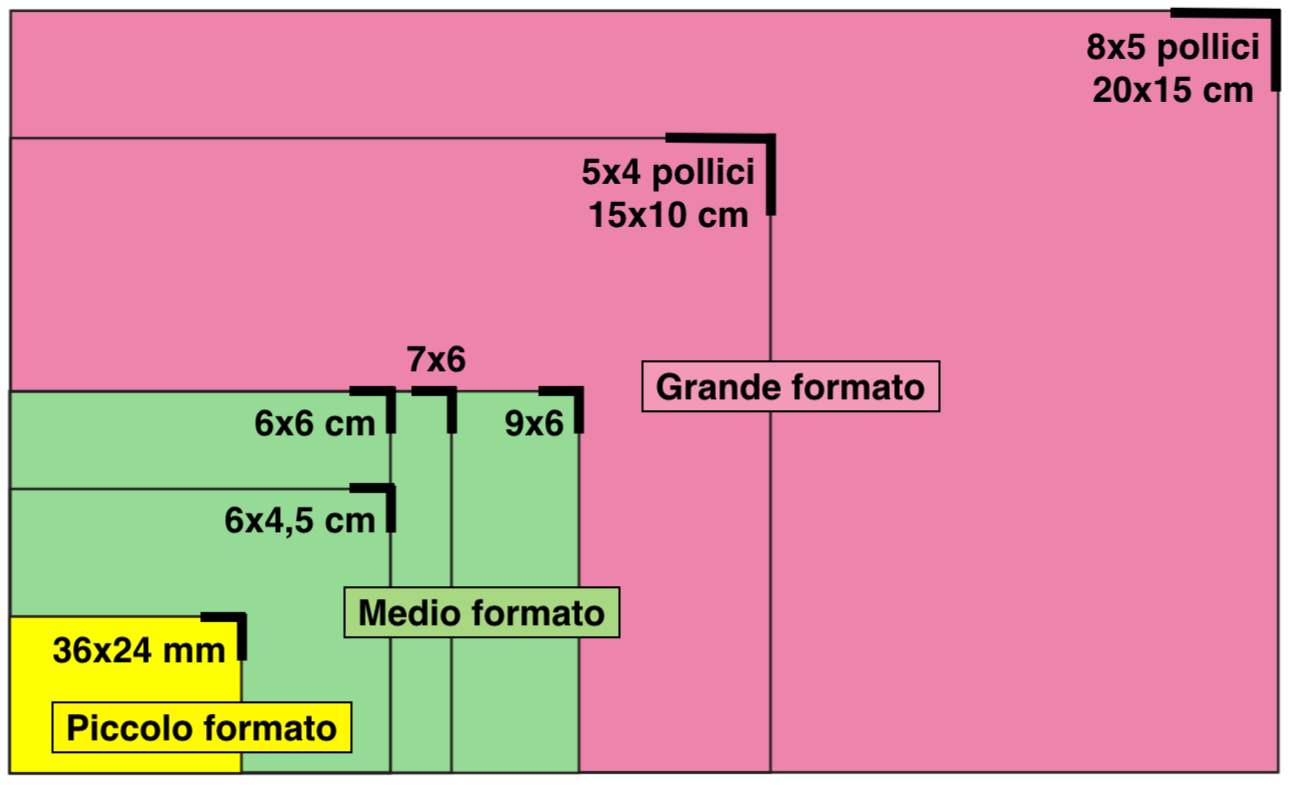
Piccolo formato
Medio formato
Grande formato

Il termine medio formato indica generalmente una tipologia di fotocamere, che usa appunto un tipo di pellicola detta «di medio formato», ad esempio il formato 120 e altri meno conosciuti (116, 127, 220, 616, 620, ecc). Su questi formati di pellicola, possono coesistere vari formati di fotogramma, i quali sono tutti conosciuti come «di medio formato», tipo: il 645, il 6x6, il 6x9, e vari altri, con specifiche dimensioni espresse più spesso in centimetri, ma anche in millimetri, e i relativi rapporti d'aspetto.

## Considerazioni

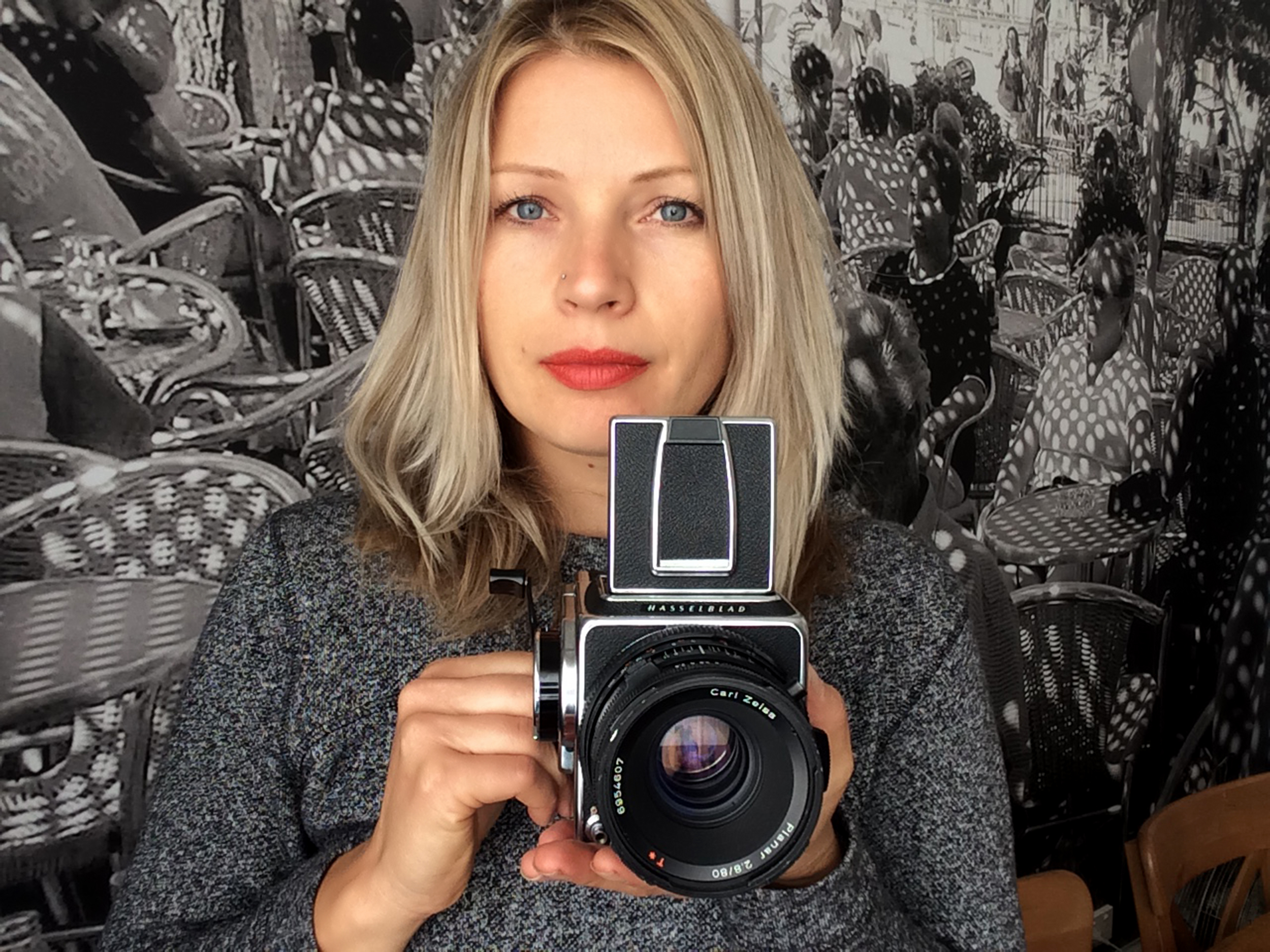
Una Hasselblad medio formato

La maggior parte delle fotocamere di medio formato sono reflex, come la famosissima Rolleiflex (1929) e altre biottica come le Yashica Mat-124, oppure le varie Hasselblad (1948), Zenza Bronica, Mamiya, Pentax, Fuji, ecc., nonostante agli inizi del Novecento erano anche di tipo compatte folding.  
Alcune reflex di medio formato, tipo SLR, avevano prezzi molto alti, anche per le ottiche, e furono destinate ai fotografi professionisti con necessità di qualità più alta. Ed avendo dimensioni abbastanza grandi, anche se qualche produttore è riuscito a sviluppare dispositivi tutto sommato maneggevoli e leggeri, le si utilizzano perlopiù per fotografie in studio o per matrimoni. 
Il produttore storico più famoso di fotocamere medio formato è Hasselblad, la cui produzione era centrata sulla modularità e intercambiabilità delle ottiche, dei magazzini per rulli 120, e dei mirini reflex (a pozzetto, a pentaprisma, ecc). Questo vuol dire che cambiando il magazzino è possibile scattare diversi formati utilizzando sempre lo stesso tipo di rullino. 
La più recente evoluzione di fotocamera medio formato è Fujifilm GFX 50S II, un prodotto che, rispetto a marchi come Hasselblad, Rolleiflex e PhaseOne riesce a pesare soltanto 900 grammi, contro pesi ben più importanti degli altri marchi.
Negli ultimi anni si è assistito a modelli più compatti e pensati anche per un utilizzo “outdoor”, per esempio per i matrimoni o per i reportage, ma senza raggiungere le dimensioni delle fotocamere di piccolo formato, proprio per una questione di ingombro dei corpi e delle lenti, basate sul formato di ripresa.